# Paul Poncet (rugby)
Pour les articles homonymes, voir Paul Poncet et Poncet.
Pas d'image ? Cliquez ici

a Compétitions nationales et continentales officielles uniquement.

Paul Poncet, né le 4 juillet 1925 à Marseille (Bouches-du-Rhône) et mort le 8 mai 1999 à Cannes (Alpes-Maritimes), est un joueur français de rugby à XV et de rugby à XIII, évoluant aux postes d'arrière et d'ailier à XV et d'arrière à XIII dans les années 1940 à 1950.
Ayant de grandes dispositions athlétiques, Paul Poncet découvre parallèlement le rugby à XV et joue ses premières rencontres avec le Stade Marseillais U.C. à seulement seize ans. Il rejoint ensuite la capitale pour ses études et intègre le club du Paris université club sous la houlette de Clément Dupont. En janvier 1950, alors qu'il fait partie des prétendants à l'équipe de France de rugby à XV, il décide de changer de code de rugby pour le rugby à XIII et signe pour le R.C. Marseille avec lequel il dispute la finale du Championnat de France en 1950 sous la houlette de Jean Duhau avant de se retirer du club en janvier 1952.

## Biographie
Paul Poncet naît le 4 juillet 1925 à Marseille. Il meurt le 8 mai 1999 à Cannes.

## Palmarès
- Collectif :
  - Finaliste du Championnat de France : 1950 (Marseille).

### Statistiques
Paul Poncet arrive au R.C. Marseille en janvier 1949 et démissionne du club en janvier 1952.
| Saison    | Saison       | Championnat           | Championnat | Coupe           | Coupe      |
| Saison    | Saison       | Comp.                 | Class.      | Comp.           | Class.     |
| --------- | ------------ | --------------------- | ----------- | --------------- | ---------- |
| 1949-1950 | RC Marseille | Championnat de France | Finaliste   | Coupe de France | 1/2 finale |
| 1950-1951 | RC Marseille | Championnat de France | 1/2 finale  | Coupe de France | 1/4 finale |
| 1951-1952 | RC Marseille | Championnat de France | Finaliste   | Coupe de France | 1/8 finale |